# Jareńsk
Jareńsk (ros. Яренск) - duża wieś (do 1924 miasto o nazwie Erenskie Miasteczko - Еренский городок) w północnej Rosji, na terenie obwodu archangielskiego, w północno-wschodniej Europie. Stolica rejonu leńskiego.
Liczba ludności 4,1 tys. (w 2005)
Pierwsza wzmianka w staroruskiej kronice w 1384 o Erenskim Miasteczku nad rzeką Wyczegdą. Od XVII był miejscem zesłania, tu zesłano m.in. książę Wasyl Golicyn, szczególnie wielu zesłańców było na przełomie XIX/XX w. W 1780 otrzymał prawa miejskie i herb, stając się centrum powiatu jareńskiego. W XVIII w. zbudowano kamienną cerkiew Spaso-Preobrażański sobór (Спасо-Преображенски собор), zachowaną do dziś. W środku zabytkowe freski z czasu budowy. Obok stoi drewniana kaplica z 1889 przywieziona z sąsiedniej wsi. Od 1920 znów zaczęto wysyłać tu zesłańców, szczególnie licznie od 1930 w związku z masowymi zesłaniami kułaków. W 1905 powstało w mieście muzeum istniejące do dziś, obecnie jako krajoznawcze. W 1999 wybudowano nową cerkiew pw. Wszystkich Świętych, ponieważ w starej świątyni wciąż mieści się muzeum.